# Пундик Галина Василівна
Пу́ндик Гали́на Васи́лівна (7 листопада 1987, Чотирбоки) — українська фехтувальниця-шаблістка з міста Нетішина, олімпійська чемпіонка 2008 року в командній першості, чемпіонка світу (2009, 2013) та Європи (2009, 2010) в командній першості. Заслужений майстер спорту, триразова володарка нагороди «Герої спортивного року» (2007, 2008, 2009).

## Біографія
Закінчила Хмельницький національний університет. Мешкає в місті Хмельницькому. Тренується у Валерія Штурбабіна. Перший тренер — Ольга Штурбабіна.
Молодший брат Галини Дмитро також займається фехтуванням.

## Спортивні досягнення
Спочатку Галина займалася спортивними танцями, однак вони їй не подобалися, тому пішла на секцію фехтування, на якій уже займався її молодший брат.
2001 року отримала звання Майстер спорту України, а 2005 — Майстер спорту міжнародного класу.
2005 року Галина стала бронзовою призеркою чемпіонату Європи в Залаегерсегу в командній першості (Недашковська, Харлан, Хомрова, Пундик).
2007 року Галина виграла чемпіонат світу серед юніорів у командній першості, здобула срібні медалі чемпіонатів Європи і світу в командній першості. Цього ж року отримала звання Заслужений майстер спорту.
2008 року знову виграла юніорський чемпіонат світу в командній першості, виграла «срібло» дорослого чемпіонату Європи в Києві в командній першості, здобула путівку на Олімпійські ігри в Пекіні (як учасниця командних змагань).
На Олімпіаді в Пекіні Пундик брала участь в індивідуальних і командних змаганнях. Індивідуальну першість Галина розпочала з 1/32 фіналу, де перемогла Аделе ду Плой з Південної Африки 15:7, а в 1/16 поступилася росіянці Софії Великій 7:15, посівши в підсумку 29-е місце.
У командній першості українська збірна в складі Ольги Харлан, Олени Хомрової і Галини Пундик спочатку в чвертьфіналі перемогла росіянок 45:34, а в півфіналі — американок 45:39. У фінальному бою проти китаянок Пундик участі не брала, її замінила Ольга Жовнір. Українки виграли 45:44 і стали олімпійськими чемпіонками.
2009 року українська команда, до якої входила Галина, виграла чемпіонат світу. На чемпіонаті Європи в Пловдиві виграла золоту медаль в командних змаганнях і бронзову в індивідуальній першості.
2010 року Галина в складі команди виграла «срібло» чемпіонату світу і «золото» чемпіонату Європи.
2011 року стала срібною призеркою чемпіонату світу в командній першості. На чемпіонаті Європи в Шеффілді Галина виграла срібну медаль в командних змаганнях і бронзову в індивідуальній першості.
2012 року виграла командне «срібло» чемпіонатів світу і Європи. На Олімпіаді в Лондоні Галина не брала участі, оскільки жіноча командна шабля не увійшла в програму цих Ігор, а в індивідуальних змаганнях вона не отримала ліцензію.

### Універсіада 2013
На літній Універсіаді, яка проходила з 6-о по 17-е липня у Казані Галина виступала у 2 дисциплінах. та завоювала бронзову медаль у індивідуальній шаблі. У півфіналі українка виявилась слабшою за кореянку Жийон Кім і поступилась з рахунком 15:7. Жийон Кім стала срібною призеркою, поступившись у фіналі ще одій українці Ользі Харлан.
У командній шаблі Пундик виступала разом з Оленою Вороніною, Аліною Комащук та Ольгою Харлан. У чвертьфіналі вони поступились одним уколом команді із США з рахунком 45:44.

## Державні нагороди
- Орден «За заслуги» III ст. (4 вересня 2008) — за досягнення високих спортивних результатів на XXIX літніх Олімпійських іграх в Пекіні (Китайська Народна Республіка), виявлені мужність, самовідданість та волю до перемоги, піднесення міжнародного авторитету України.[12]
- Медаль «За працю і звитягу» (25 липня 2013) — за досягнення високих спортивних результатів на XXVII Всесвітній літній Універсіаді в Казані, виявлені самовідданість та волю до перемоги, піднесення міжнародного авторитету України[13]